# Bengáli nyelv
A bengáli vagy bángla, bánla (bengáli írással: বাংলা; IPA: [ˈbaŋla]) egy indoeurópai nyelv, amelyet legtöbben az indiai szubkontinens keleti részén beszélnek. A szanszkrit nyelvből a középind mágadhí prákrit nyelven keresztül fejlődött ki.
Nagy és gazdag irodalmi hagyományaival a bengáli egy kulturálisan sokszínű területet ölel fel. A bengálit anyanyelvként Dél-Ázsiában, a történelmi Bengália területén beszélik, amely a mai Bangladesből és az indiai Nyugat-Bengál tartományból áll, de Asszám és Tripura tartományokban is jelentős számú bengáli nyelvet beszélő ember él. Mivel az összes beszélőinek száma 2005-ben közel 230 millió, a bengáli a világ egyik legtöbbet beszélt nyelve (ötödik vagy hatodik). A bengáli Banglades elsődleges nyelve, Indiában pedig ez a második legfontosabb beszélt nyelv. Az asszámival együtt ez földrajzilag a legkeletebben beszélt indo-iráni nyelv.

## Beszélőinek száma
A bengáli nyelvet ma több mint 260 millió ember beszéli. Ez Banglades államnyelve és az indiai Nyugat-Bengál állam hivatalos nyelve (az angol és a hindi mellett), továbbá a két államban élő törzsek közvetítő nyelve. Sokan ismerik a környező államok, elsősorban Asszám, Dzshárkhand és Tripura népei közül is. A 16–18. században irodalmi nyelvként használták Nyugat-Burmában is.

## Története
A bengáli nyelv a középső indoárja nyelvekből alakult ki az időszámításunk szerinti második évezred elején. A terület korai és kiterjedt iszlamizációja következtében az arab és a perzsa nyelvből is számos jövevényszó érkezett a bengáliba. A nyelv első írásos emlékének a Csardzsápadát tartják, amely 1000 és 1200 között íródott, és 23 költő 47 buddhista himnuszát tartalmazza.
1948-ban, amikor Banglades még Kelet-Pakisztán néven Pakisztán részét képezte, a pakisztáni főkormányzó, Muhammad Ali Dzsinnah kijelentette, az egész országban kizárólag az urdunak kell lennie az államnyelvnek, és a későbbi állami vezetés is hasonló álláspontot hirdetett. A bengáliak erős identitástudata hamarosan a bengáli nyelvi mozgalom megalapításához vezetett, amely éveken át küzdött az urdu kizárólagossága ellen. 1952. február 21-én tömegtüntetést is tartottak az ügy érdekében, ahol azonban a rendőrség a tömegbe lőtt, számos tüntető halálát okozva. 1999-ben ennek emlékére nyilvánította az UNESCO február 21-ét Nemzetközi Anyanyelvnappá.

## Nyelvjárások
Sztenderd bengálinak azt tekintik, amely a Kalkuttában beszélt változaton alapul, emellett a regionális nyelvjárásoknak megkülönböztetnek még északi, déli, nyugati és keleti csoportjait. A keleti csoportból kiemelkedik a bangladesi főváros, Dakka és Csittagong dialektusa: utóbbira Mianmar közelségének köszönhetően a tibeto-burmai nyelvek is hatással voltak.
A bengáli nyelv azonban a nyelvjárások fölötti szinten is kettéválik: létezik a sok szanszkrit jövevényszót is tartalmazó, régiesebb morfológiájú úgynevezett szádhu bhása, ami hivatalos és irodalmi nyelvezetet jelent, és van a köznapi beszéd nyelvezete, az úgynevezett csalit bhása.

## Nyelvtan

### Főnevek
A főnevek különböző ragokat kapnak alanyesetben, tárgyesetben, birtokos esetben és locativusban, de ezek a ragok különböznek a főnév élőségétől függően. Élettelen főneveknek nincs tárgyesete, élőknek pedig locativusa. Amikor határozott névelő (egyes számban টা, azaz ta, többes számban গুল, azaz gulo, vagy többes szám élő esetben রা, azaz ra) társul hozzá, akkor a számtól is függ a ragozás, viszont nyelvtani nemek nem léteznek. Példák:
| Eset          | Élő, egyes szám                          | Élő, többes szám                          | Élettelen, egyes szám                                         | Élettelen, többes szám                                            |
| ------------- | ---------------------------------------- | ----------------------------------------- | ------------------------------------------------------------- | ----------------------------------------------------------------- |
| Alanyeset     | ছেলেটা (csheleta) – a fiú                   | ছেলেরা (cshelera) – a fiúk                   | ছাতাটা (cshátáta) – az esernyő                                   | ছাতাগুলো (cshátágulo) – az esernyők                                   |
| Tárgyeset     | ছেলেটাকে (csheletáke) – a fiút               | ছেলেদেরকে (cshelederake) – a fiúkat           |                                                               |                                                                   |
| Birtokos eset | ছেলেটার (csheletára) – a fiúnak a (birtoka) | ছেলেদের (csheledera) – a fiúknak a (birtoka) | ছাতাটার (cshátátára) – az esernyőnek a (birtoka)                 | ছাতাগুলোর (cshátágulora) – az esernyőknek a (birtoka)                 |
| Locativus     |                                          |                                           | ছাতাটাতে (cshátátáte) – az esernyő (mint hely, pl.: benne, rajta) | ছাতাগুলোত (cshátágulote) – az esernyők (mint hely, pl.: benne, rajta) |

Ha a főnevet egy szám előzi meg, akkor nem kell többes számot használni, viszont a számnév és a főnév közé egy számlálószót kell tenni. Ez személyek esetén a জন (dzsan), például:
- একজন লোক (ekdzsan lok) – egy ember
- কয়েকজন মেয়ে (kajekdzsan meje) – néhány lány

### Melléknevek
A mellékneveket nem ragozzák sem eset, sem nem, sem szám szerint. Mindig megelőzik a főnevet, amelyre vonatkoznak. Például:
- সুন্দর (szundar) – szép
- দেশ (des) – ország
- সুন্দর দেশ (szundar des) – szép ország

Némelyik melléknév ellentéte úgy képezhető, hogy elé, ha mássalhangzóval kezdődik, egy অ (a) előtagot tesznek, ha magánhangzóval kezdődik, akkor egy অন (an) előtagot. Például:
- সম্ভব (szambhab) – lehetséges
- অসম্ভব (aszambhab) – lehetetlen

### Határozószók
Sok határozószó melléknevekből képezhető valamilyen előtag hozzáadásával vagy a melléknév megismétlésével, de nincs rá általános szabály, hogy hogyan lesz a melléknévből határozószó. Vannak olyan határozószók is, amelyek nem melléknévből képzettek, például:
- গতকাল (gatakál) – tegnap
- সর্বত্র (szarbatra) – mindenhol
- খুব (khub) – nagyon
- সচরাচর (szacsarácsar) – általában, rendszerint

### Névmások
Személyes névmásból létezik első, második és harmadik személyű, egyes és többes számú is, sőt, a harmadik személyű névmások aszerint is megoszlanak, hogy akire utalunk velük, az tőlünk milyen távolságban van (közel, távolabb, nincs jelen). A második és harmadik személyű szavaknak van külön udvarias és barátságos, illetve élettelen dolgokra használatos változata is. Nemek szerint a névmások szintjén sincs megkülönböztetés. A legfontosabb személyes és birtokos névmások (a harmadik személynél a távoli személyre utaló forma):
| Szám, személy  | Alanyeset       | Tárgyeset                 | Birtokos névmás                  |
| -------------- | --------------- | ------------------------- | -------------------------------- |
| E 1            | আমি (ámi) – én   | আমাকে (ámáke) – engem       | আমার (ámár) – az én (birtokom)    |
| E 2 (bizalmas) | তুমি (tumi) – te  | তোমাকে (tomáke) – téged      | তোমার (tomár) – a te (birtokod)    |
| E 2 (udvarias) | আপনি (ápni) – Ön | আপনাকে (ápnáke) – Önt       | আপনার (ápnár) – az Ön (birtoka)   |
| E 3            | সে (sze) – ő     | তাকে (táke) – őt            | তার (tár) – az ő (birtoka)        |
| T 1            | আমরা (ámra) – mi | আমাদেরকে (ámáderke) – minket | আমাদের (ámáder) – a mi (birtokunk) |
| T 3            | তারা (tára) – ők  | তাদেরকে (táderke) – őket     | তাদের (táder) – az ő (birtokuk)    |

A kérdő névmásokból határozatlan névmások képezhetők, azokból pedig a না (na) partikulával tagadó névmások, például:
- কে (ke) – ki?
- কেউ (keu) – valaki
- কেউ না (keu na) – senki

### Igék
Az igéket sok szempont szerint ragozzák, az ragozás szabályai alól kevés a kivétel. Az igéknek két fő csoportja van: a véges és a nem véges igék: előbbieket nem ragozzák idő és személy szerint, utóbbiakat viszont igen, sőt, szemlélet és udvariassági fok szerint is, igaz, nincs megkülönböztetve az egyes és a többes szám. Az igeidőre és a szemléletre utaló toldalékokat időnként feltételes, felszólító vagy egyéb speciális módot jelző toldalékok helyettesíthetik. Van számos olyan ige, amelyek tövéből több mint 200-féle alak képezhető ragozással.
Az idő és a személy szerinti ragozás esetén a szavak végére kerül a toldalék, ami többnyire minden igénél ugyanaz. Előfordulhat azonban, hogy a magánhangzó-harmónia miatt a szótőben is megváltozik egy-egy magánhangzó.
Példa egy ige (জানা (dzsána) – tud) ragozására:
| Idő              | 1. személy            | 2. személy (nagyon közeli vagy alacsonyabb rangú) | 2. személy (azonos rangú, barátságos) | 2. és 3. személy (udvarias) | 3. személy (baráti) |
| ---------------- | --------------------- | ------------------------------------------------- | ------------------------------------- | --------------------------- | ------------------- |
| Egyszerű jelen   | জানা (dzsáni)           | জানিস (dzsánisz)                                    | জান (dzsána)                           | জানেন (dzsánen)               | জানে (dzsáne)         |
| Folyamatos jelen | জানছি (dzsáncshi)       | জানছিস (dzsáncshisz)                                | জানছ (dzsáncsha)                       | জানছেন (dzsáncshen)           | জানছে (dzsáncshe)     |
| Jövő             | জানব (dzsánba)         | জানবি (dzsánbi)                                     | জানবে (dzsánbe)                         | জানবেন (dzsánben)             | জানবেে (dzsánbe)       |
| Egyszerű múlt    | জানলাম (dzsánlám)       | জানলি (dzsánli)                                     | জানলে (dzsánle)                         | জানলেন (dzsánlen)             | জানল (dzsánla)       |
| Szokásos múlt    | জানতাম (dzsántám)       | জানতিস (dzsántisz)                                  | জানতে (dzsánte)                         | জানতেন (dzsánten)             | জানত (dzsánta)       |
| Folyamatos múlt  | জানছিলাম (dzsáncshilám)  | জানছিলি (dzsáncshili)                                | জানছিলে (dzsáncshile)                    | জানছিলেন (dzsáncshilen)        | জানছিল (dzsáncshila)  |
| Befejezett jelen | জেনেছি (dzsenecshi)      | জেনেছিস (dzsenecshisz)                               | জেনেছ (dzsenecsha)                      | জেনেছেন (dzsenecshen)          | জেনেছে (dzsenecshe)    |
| Befejezett múlt  | জেনেছিলাম (dzsenecshilám) | জেনেছিলি (dzsenecshili)                               | জেনেছিলে (dzsenecshile)                   | জেনেছিলেন (dzsenecshilen)       | জেনেছিল (dzsenecshila) |

A bengáli a legtöbb indoárja nyelvvel ellentétben zérókopulás, azaz, például a magyarhoz hasonlóan jelen idejű kijelentésnél nincs szükség létigére:
- সে শিক্ষক (Sze siksak.) – Ő tanár.

Más indoárja nyelvekhez viszont hasonlít abban, hogy sok főnév bizonyos segédigékkel igévé változtatható. A bengáliban a leggyakoribb ilyen segédige a করা (kara) – csinál. Ilyen esetben ragozásnál a főnév rész változatlanul marad. Példa ilyen igésítésre:
- রসিকতা (raszikata) – vicc
- রসিকতা করা (raszikata kara) – viccel.

### Névutók
Bár az indo-európai nyelvek jellemzően elöljárókat használnak, a bengáli velük ellentétben inkább névutókat. Ezek között vannak olyanok, amelyeknél a szót, amit követnek, birtokos esetbe kell tenni, és olyanok is, ahol tárgyesetbe (legalábbis élőnek minősülő főnév esetén), de a legtöbbnél a főnév valamilyen helyet jelöl, és locativusban áll. Néhány gyakori névutó:
- আগে (áge) – előtt
- থেকে (theke) – -tól, -től (óta)
- সহ (szaha) – -val, -vel (együtt)
- বিনা (bina) – nélkül
- কথা (katha) – körül
- জন্য (dzsanna) – -nak, -nek, végett, érdekében, felé